# Viaducto de Austerlitz
El viaducto de Austerlitz (en francés: viaduc d'Austerlitz) es un puente parisino sobre el río Sena que une el XII Distrito con el XIII Distrito. Tiene un uso exclusivamente ferroviario, siendo utilizado por la línea 5 del Metro de París. No debe ser confundido con el vecino puente de Austerlitz usado por peatones y vehículos. 
Fue inscrito como monumento histórico en 1986.

## Historia
La necesidad de unir de forma exterior dos estaciones de la línea 5 del metro de París salvando el río Sena fue la que dio origen al puente. El proyecto elegido fue el constituido por una estructura compuesta de dos arcos parabólicos que se sujetaban en dos estribos de piedra situados a ambos extremos del río. De esta forma el tablero sortea el río sin tener ningún apoyo en su curso, no afectando así al tráfico fluvial. 
Fue construido entre 1903 y 1904 por la Sociedad de construcción de Levallois-Perret. 
En 1936, la estructura del viaducto fue reforzada para permitir el paso de metros con mayor carga. 

## Decoración
Una de las principales características del puente es su decoración. La misma fue encargada a Jean Camille Formigé. Se compone de varios símbolos marinos como peces, delfines, anclas o tridentes. En la parte baja de los arcos también se puede observar el escudo de la ciudad.

## Galería de imágenes

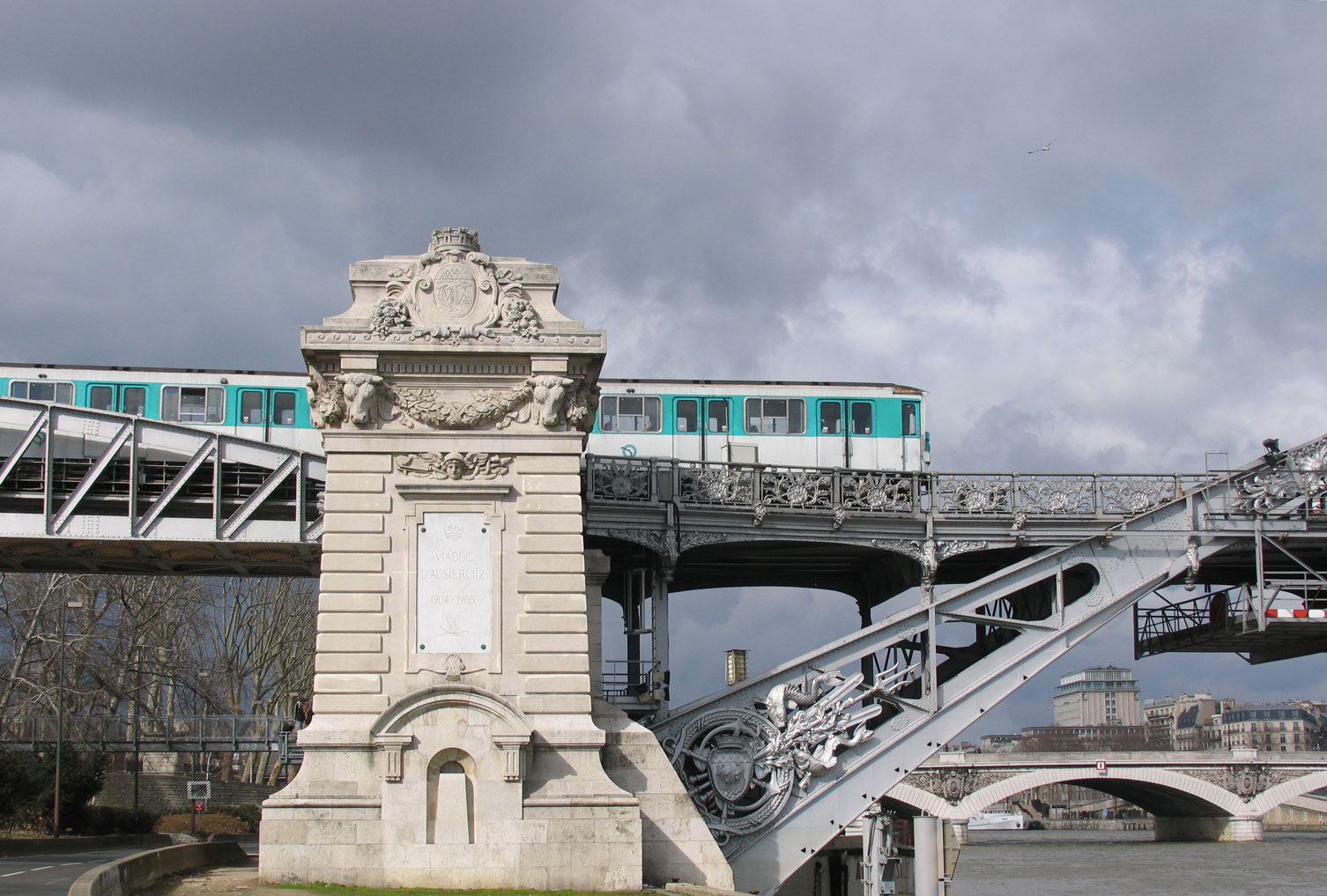
Estribo margen izquierda
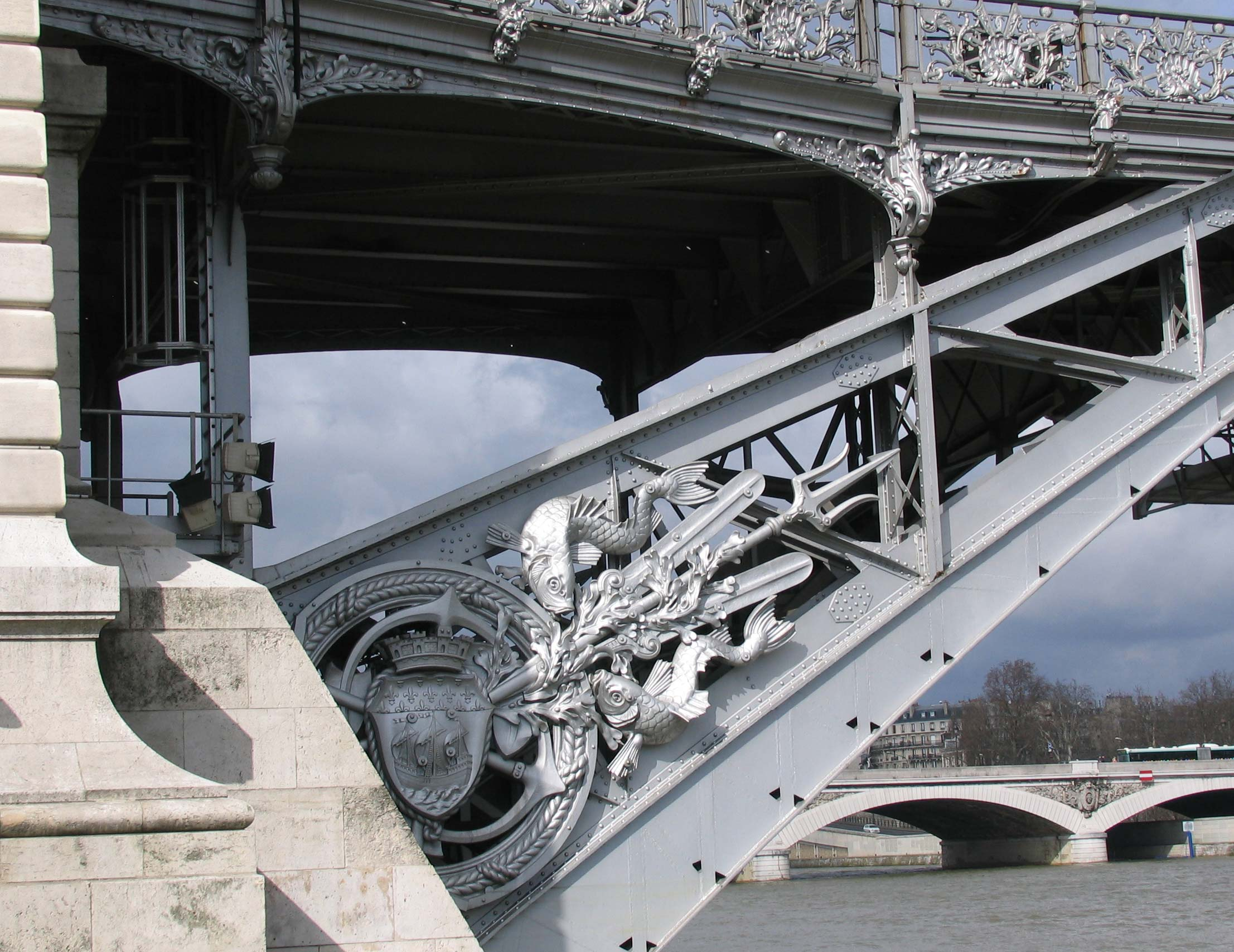
Detalle del escudo de París
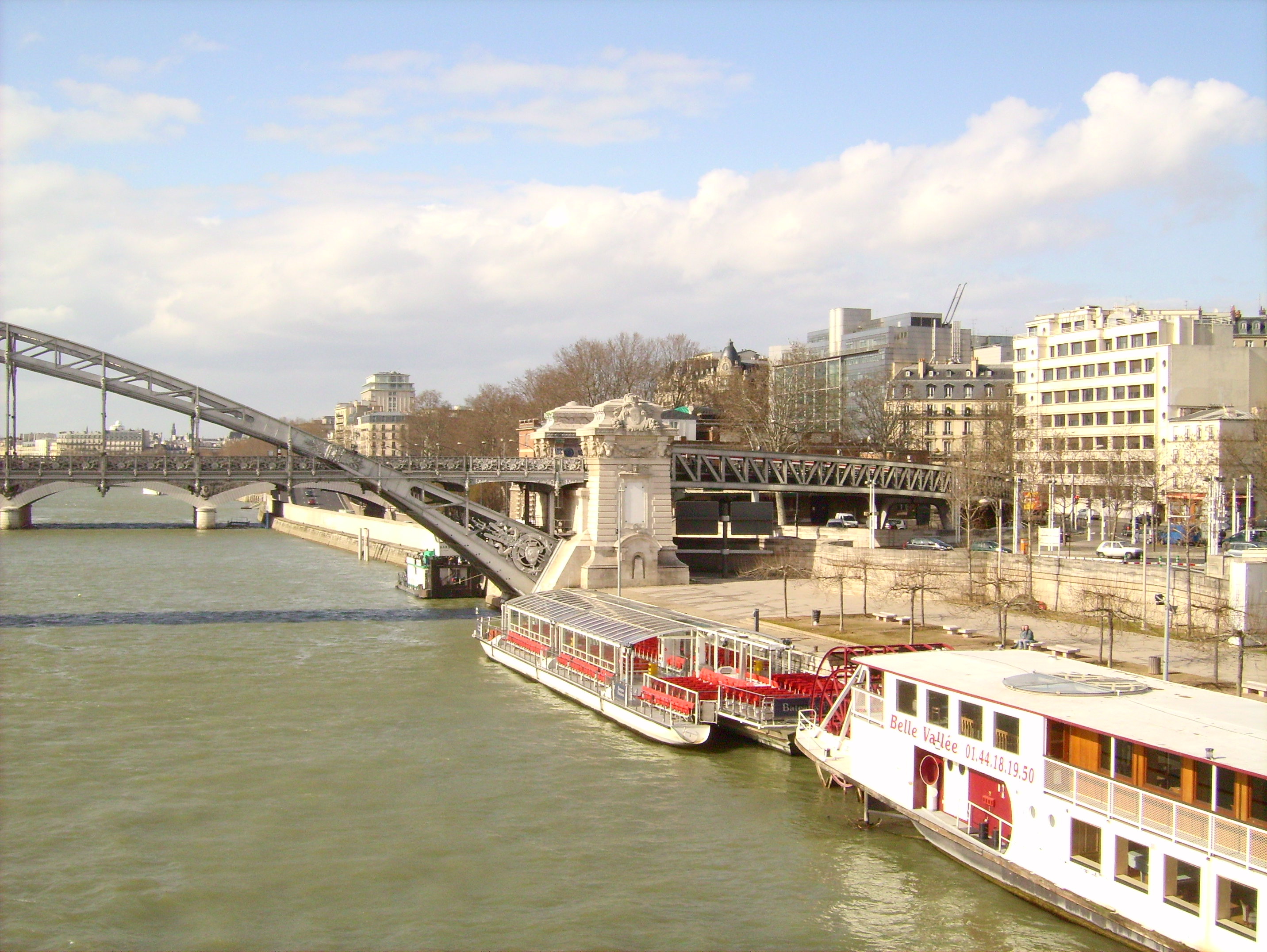
Rampa norte
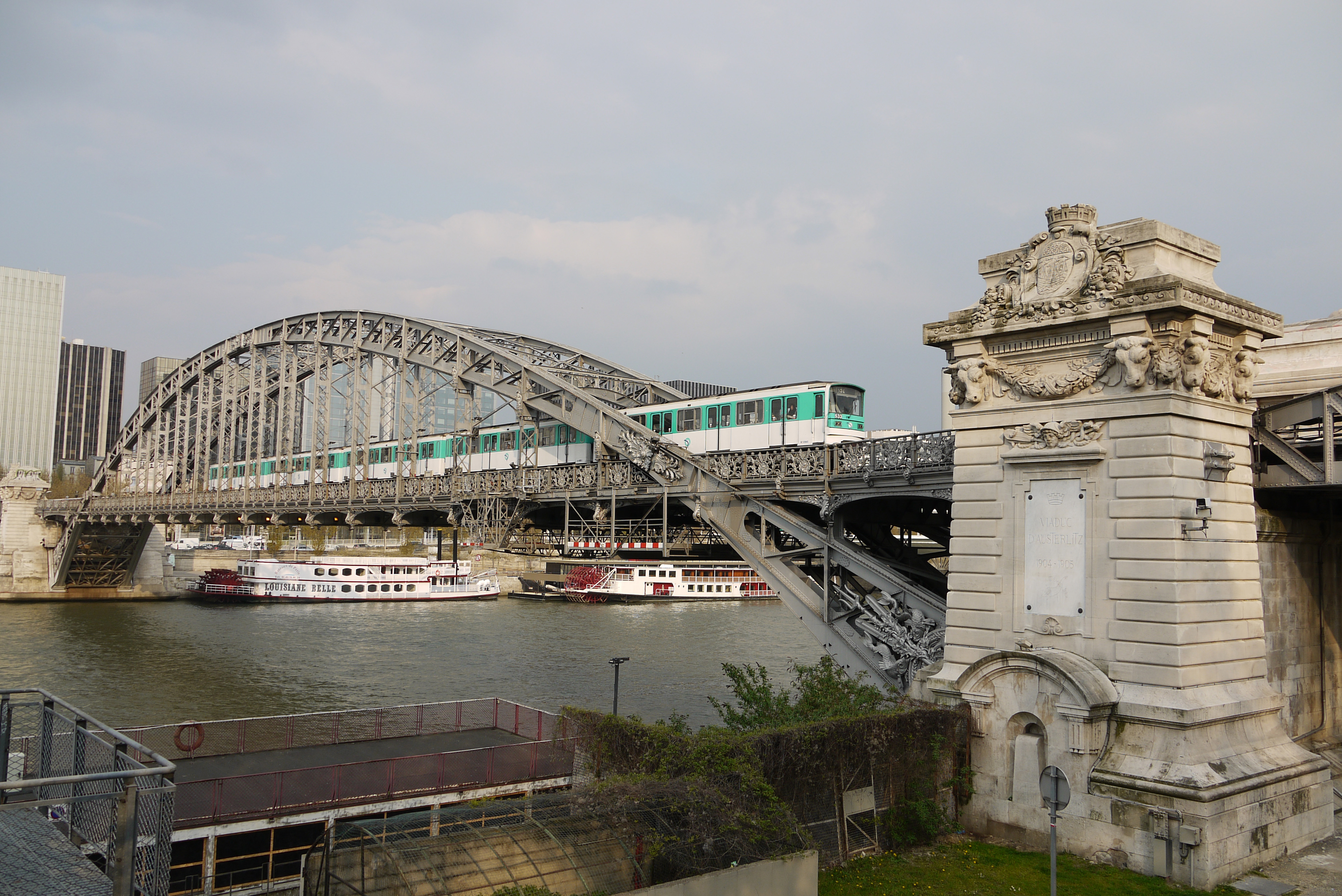
Vista general